# Casco d'oro (album)
Casco d'oro è il primo album della cantante italiana Caterina Caselli, pubblicato dall'etichetta discografica CGD nel 1966.
Gli arrangiamenti e la direzione d'orchestra sono curati da Franco Monaldi, mentre tali ruoli per I Believe to My Soul sono rivestiti da Willy Brezza.
Il disco è anticipato dal successo di Nessuno mi può giudicare, rivelazione del Festival di Sanremo dove è stato interpretato dalla Caselli in abbinamento con Gene Pitney, e da esso vengono tratti i singoli L'uomo d'oro/Perdono, contenente i brani presentati rispettivamente a Un disco per l'estate e Festivalbar, e Cento giorni/Tutto nero, il cui brano sul lato B è una cover di Paint It, Black dei Rolling Stones.

## Tracce

### Lato A
1. Cento giorni
2. Kicks
3. Puoi farmi piangere (I Put a Spell on You)
4. I Believe to My Soul
5. Oh no
6. Nessuno mi può giudicare

### Lato B
1. Tutto nero (Paint It, Black)
2. Perdono
3. È la pioggia che va (Remember the Rain)
4. Come mai
5. Cantastorie
6. L'uomo d'oro